# 施士齡
施士齡（？—？），名妙，是施世榜四子，曾任浙江海寧州州同。他熱心於地方文教，曾在乾隆十六年（1751年）與張方大等人倡議重修彰化縣學，但因故擱置，直到乾隆二十四年（1759年）彰化知縣張世珍才進行擴建工程。此外他也在乾隆二十七年（1762年）捐位在彰化縣德興莊的十甲水田給府城海東書院作為學田，每年除完正供、耗羨、丁餉等費用後，還有田底租二百石，折官斗實粟為一百七十石。
而除了文教之外，臺灣縣署從城守營、鎮標右營旁遷到赤崁樓旁時，施士齡與弟施士膺、侄施國義亦有響應捐銀。乾隆二十八年（1763年）時又獨資重修故鄉福建安海的安平橋。